# Ебравк
Ебра́вк (валл. Efrawc), відповідно до дослідження Джефрі Монмутського шостий Міфічний король Британії, син короля Мемпріка. Після загибелі Мемпріка Ебравк правив 39 років. Він відзначався красою, високим зростом і великою силою. Першим після Брута Троянського вів переможні війни з галлами.
Вважається, що він заснував місто Kaerabrauc (сучасний Йорк).
Ебравк мав 20 дружин, які народили йому 20 синів і 30 дочок. Усіх дочок він відіслав до Італії, для одруження з іншими нащадками троянців. Усі сини, крім Брута Зеленого щита, були відіслані до Німеччини для заснування нового королівства.

## Родовід
- Скамандр, Засновник Троади
  -  Теукр, Цар Троади
    -  Батія, Цариця Троади
      -  Іл, Цар Троади
      -  Ерехтей, Цар Троади
        -  Трой, Цар Трої
          -  Іл, Цар Трої
            -  Лаомедонт, Цар Трої
              -  Пріам, Цар Трої
                -  Креуса, Цариця Трої, дружина Енея
                  -  Асканій Юл, Цар Альба-Лонга
                    -  Сільвій, Цар Альба-Лонга
                      -  Брут I Троянський, Король Британії
                        -  Локрін І, Король Британії
                          -  Мадан І, Король Британії
                            -  Мемпрік І, Король Британії
                              -  Ебравк І, Король Британії